# Ian Hallam
Ian Hallam (Nottingham, 24 de novembre de 1948) va ser un ciclista anglès que fou professional entre 1978 i 1982, sent els principals èxits esportius les dues medalles de bronze aconseguides als Jocs Olímpics. Combinà el ciclisme en pista amb la carretera.
Com a ciclista amateur, havia pres part en tres edicions dels Jocs Olímpics. El 1968, a Ciutat de Mèxic, en què no guanyà cap medalla; el 1972, a Múnic, en què guanyà una medalla de bronze en la prova de persecució per equips, fent equip amb William Moore, Michael Bennett i Ronald Keeble; i el 1976, a Mont-real, en què revalidà la medalla de bronze en la mateixa prova, aquest cop juntament amb Ian Banbury, Michael Bennett i Robin Croker.

## Palmarès
- 1970
  -  Medalla d'or als Jocs de la Commonwealth d'Edimburg en persecució individual
- 1972
  -  Medalla de bronze als Jocs Olímpics de Múnic en persecució per equips, junt a William Moore, Michael Bennett i Ronald Keeble
- 1973
  - Vencedor d'una etapa de l'Olympia's Tour
- 1974
  -  Medalla d'or als Jocs de la Commonwealth de Christchurch en persecució individual
  -  Medalla d'or als Jocs de la Commonwealth de Christchurch en persecució per equips, amb Mick Bennett, Richard Evans i Willi Moore
- 1975
  - 1r a Perf's Pedal Race
- 1976
  -  Medalla de bronze als Jocs Olímpics de Mont-real en persecució per equips, junt a Ian Banbury, Michael Bennett i Robin Croker
  - Vencedor de 2 etapes de la Milk Race
- 1979
  - 1r a Burton-on-Trend
  - 1r a Gravesend
- 1980
  - 1r a Oakengates
  - 1r a la Londres-Glasgow
- 1981
  - 1r a Nottingham
- 1982
  - 1r al Critèrium de Wolverhampton